# インフォメ・M&S
『インフォメ・M&S』（インフォメ・エムアンドエス）は、1991年4月から1993年3月まで福島テレビで放送されていた情報番組である。放送時間は金曜日 25:15 - 25:25。司会は福島テレビの女性アナウンサーが週替わりで務めていた。

## 番組概要
番組タイトルの「M&S」は「Music&Sports」の略であり、「最新のイベント・レジャー・スポーツ・音楽情報番組」（『福島テレビ30年史』より）と謳われてはいたものの、イベントといっても県内の祭が中心であり、音楽情報も東京や仙台で行われるコンサートになぜか県内で行われる演歌歌手のコンサートの情報を伝えていたりしていた。レジャー・スポーツに関しては冬期になると週末のスキー場情報を流したり、地元福島競馬の開催時期には馬のぬいぐるみに、ボイスチェンジャーで声を変えて週末の主なレース予想をするディレクターらしき男性（声のみの出演）が登場したりした。
『福島テレビ30年史』によると、この番組は25時台という遅い時間帯にも関わらず最高視聴率3%を記録したとされている。
ちなみに、当時この番組の前の時間帯に放送されていた番組は『プロ野球ニュース』で、この番組の終了後の時間帯には『北野ファンクラブ』をキー局であるフジテレビと同時ネットしていた。
1993年春の番組改編でこの番組が終了した後は、『北野ファンクラブ』の放送開始が10分繰り上がった（ただし、同番組はそれ以降はキー局より1週遅れての放送になった）。